# Avá-guarani

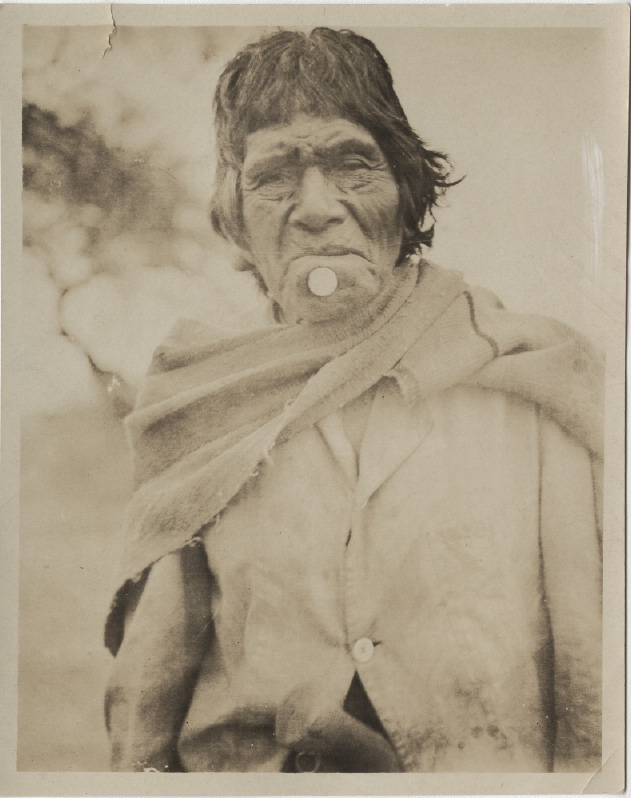
Avá-guarani da Bolívia, c. 1908

Avá-guarani  é a denominação dada a um grupo indígena distribuído principalmente entre o leste da Bolívia, oeste do Paraguai, noroeste da Argentina e sul e centro-oeste do Brasil.

## Características
Os espanhóis os denominaram como: chiriguanos, forma castelhanizada do termo depreciativo utilizado pelos povos de fala quíchua para se referiam aos guaranis do Chaco ocidental.
Os quéchuas denominavam as tribos bárbaras que viviam à leste dos Andes como "chiriguanos". As crônicas espanholas feitas no Vice-Reino do Peru até o final do Século XVII, denominavam como chiriguanos os povos que habitavam no território daquele Vice-Reino e falavam guarani. A partir do Século XVIII, o termo passou a ser utilizado para se referir aos guaranis que habitavam no sopé andino oriental.
Trata-se de um povo de etnia guarani oriundo do território que atualmente corresponde ao Paraguai e ao litoral brasileiro, que emigrou até o sopé oriental dos Andes na busca messiânica pela "Terra sem males". Fixaram-se nas terras entre os vales orientais andinos e o Chaco.
Esses guaranis submeteram os chanés a uma condição de servidão.
Segundo Hélène Clastres, no século XVI, os Tupis ocupavam a parte média e inferior da bacia do Amazonas e dos principais afluentes da margem direita, dominando uma grande extensão do litoral Atlântico, desde a embocadura do Amazonas até Cananéia. Os Guaranis ocupavam a porção do litoral compreendida entre Cananéia (São Paulo) e o Rio Grande do Sul; a partir daí, distribuíam-se em direção ao interior até o rio Paraná, e as aldeias indígenas eram encontradas ao longo de toda a margem oriental do
rio Paraguai e das duas margens do Paraná. Seu território era limitado ao norte pelo Rio Tietê, a oeste pelo Rio
Paraguai. Separado deste bloco pelo Chaco, vivia outro povo Guarani, os chiriguanos, junto às fronteiras do Império Inca.
A palavra "chiriguano" tem  origem controversa. Possivelmente seria originária do quíchua chiriguanaj (pronuncia-se 'chiriguaná'), que significa "aquele que não aguenta o frio" ou "aquele que se amedronta com o frio". Teria sido  formada pelas palavras chiri ("frio") e wanu ("excremento"), etimologia  que, nos anos 1970, foi contestada pois seria de fato uma deformação de chiriwañuq ("os que morrem de frio"). A autodenominação do grupo é Avá, palavra que significa "homem" ou "ser humano".

## Conflitos com os Incas
A existência de "los pucarás" (fortalezas) nas fronteiras entre o Império Inca e as áreas habitadas pelos chiriguanos indica que esse povo era visto pelos incas, como uma ameaça.
Tupac Yupanqui enviou guerreiros para submeter os chiriguanos, mas depois de alguns anos, esses retornaram sem terem cumprido a objetivo.
Em 1526, chiriguanos derrotaram o Rei Guacane, senhor dos "Llanos de Grigotá" e aos seu irmão Condori, que dominava Saipurú. Em resposta, os incas enviaram uma expedição liderada por Turumayo, que foi derrotada, e outra liderada pelo sobrinho do Imperador que se retirou quando recebeu a notícia de que Cuzco tinha sido dominada pelo Império Espanhol.

## Resistência à colonização
Em 1564, os chiriguanos destruíram o povoado de Santo Domingo de la Nueva Rioja, que havia sido fundado em 1561, por Andrés Manso, nas margens do Rio Parapití (Condorillo). Na época, existia uma disputa pela região entre Ñuflo de Chávez, explorador oriundo de Assunção e Andrés Manso, um explorador oriundo do Vice-Reino do Peru. A destruição daquele povoado, ajudou a fortalecer a hegemonia do enviado de Assunção sobre a região.
Em 1571, Francisco Álvarez de Toledo, então Vice-Rei do Peru, liderou uma grande expedição que pretendia aniquilar os chiriguanos. O chiriguanos responderam com uma luta de guerrilhas, que foi vitoriosa. Em 1574, Francisco Álvarez estava gravemente enfermo e o exército espanhol, bastante desgastado, decidiu retirar-se.
Depois, com o passar do tempo, a presença espanhola se fortalece na região, gerando uma submissão dos chiriguanos. Entretanto não deixaram de ocorrer grandes rebeliões como aqueles que ocorreram:
- entre 1727 e 1735, liderada por Aruma, que destrói reduções e estâncias;
- entre 1778 e 1779, liderada por Caiza, ao sul de Pilcomayo e Mazavi, ao norte, na margem direita do Rio Guapay.

No ano de 1800, Francisco de Viedma, Intendente de Cochabamba e Governador de Santa Cruz de la Sierra:
- reduziu o poder dos franciscanos entre os chiriguanos, transferindo o comando das reduções mais avançadas economicamente para a Arquidiocese de Santa Cruz de la Sierra;
- liderou uma expedição militar que destruiu diversas aldeias de chiguanos.

Em 1805, Francisco de Paula Sanz, Governador Intendente de Potosi, organizou uma expedição com um contingente de 2 000 homens, que além de matar e destruir as aldeias de chiguanos, envenenava suas fontes de água. Os chiriguanos reagiram com táticas de guerrilha e se refugiaram nas montanhas.
Entre 1874 e 1875, ocorreram enfrentamentos entre chiriguanos e tropas da Bolívia. Depois desses enfrentamentos, os "mburuvicha" (caciques) de Ivo e Cuevo, na fronteira entre os Departamentos de Chuquisaca e Santa Cruz tentaram convencer as autoridades a transformar as aldeias chiriguanas em reduções para evitar que os latifundiários tomassem as terras que eram utilizadas por esse povo há séculos. Nesse contexto, em 1887, as terras de Cuevo passaram a integrar Redução de Santa Rosa. Por outro lado o cacique de Ivo, Apiaguaiqui, não obteve êxito nessa negociação, razão pela qual decidiu preparar um rebelião.
No final de 1891, ocorreu o estupro e assassinato da sobrinha do "mburuvicha" Asukari, também da região de Ivo, o que serviu para desencadear a rebelião, em janeiro de 1892. Essa rebelião reuniu mais de 6 000 guerreiros.  
No dia 7 de janeiro, os rebeldes tomaram a cidade de Santa Rosa de Cuevo e mataram o Coronel Sanz. Nesse processo, invadiram e incendiaram fazendas em toda a região, que incluía localidades como Camiri, Lagunilla, Alto Parapeti, Charagua, Ñancaroinsa e Karatindi.
Para combater a rebelião, formaram-se tropas lideradas:
- pelo Coronel Tomás Frías, que partiu de Chuquisaca, comandando uma tropa de 50 soldados e 400 nativos aliados;
- pelo General Ramón González, que partiu de Santa Cruz, comandando uma tropa de 1 600 homens, a maioria de nativos.

No dia 13 de janeiro, ocorreu um primeiro combate em Kuruyuki, no qual as tropas lideradas por Frias tiveram que recuar.
No dia 21 de janeiro, 1 000 chiriguanos a pé e 300 a cavalo, atacaram sem sucesso o quartel de Santa Rosa de Cuevo.
No dia 27 de janeiro as tropas comandadas por González se juntaram à tropas comandadas por Frías, para atacar os chiriguanos em Kuruyuki.
O ataque teve início às seis da manhã do dia 28 de janeiro de 1892, que resultou em um combate que durou cerca de oito horas, no qual morreram entre novecentos e mil chiriguanos, entretanto, Apiaguaiqui e outros guerreiros conseguiram escapar.
Iniciou-se uma perseguição à Apiaguaiqui, que resultou na morte de cerca de 2 700 chiriguanos, enquanto que 1 200 foram aprisionados e convertidos em escravos dos latifundiários da região. Alguns dos fugitivos se refugiaram no norte da Argentina.
Guatinguay, cacique de Caruruti, traiu Apiaguaiqui, o conduzindo a uma emboscada liderada pelo latifundiário José Martínez.
Após a prisão, Apiaguaiqui foi levado ao povoado de Sauces (atual Monteagudo) no Departamento de Chuquisaca, onde foi executado no dia 29 de março de 1892, juntamente com outros líderes da rebelião, como: Güaracota e Ayemoti.

## Tentativas de evangelização

### Jesuítas
A partir de 1587, os jesuítas começaram a fazer visitas anuais a esse povo por meio de "missões volantes", lideradas pelo Padre Diego Samaniego, que partiam da residência jesuítica em Santa Cruz de la Sierra, com resultados insignificantes.
Em 1679, o Padre Cipriano Barace conviveu por oito meses com integrantes desse povo, mas depois decidiu trabalhar com a evangelização dos mojos.
Em 1688, foi fundado o Colégio Jesuíta de Tarija, que serviu de base para os missionários que fundariam os povoados de Presentación del río Guapay e San Ignacio de Tariquea, em 1691.
Em 1690, José Francisco de Arce y Rojas e Juan Bautista de Zea fundaram a Redução de "Presentación de Nuestra Señora", que poucos anos depois foi destruída por uma rebelião que levou os padres a fugirem para a Redução de San Javier de Chiquitos. Nesse mesmo lugar, em 1771, os franciscanos fundariam a Redução de "Santísima Trinidad de Abapó".
No Século XVIII, seriam fundadas no Valle de las Salinas, as reduções de Concepción, fundada no ano de 1717 pelo padre Francisco Guevara, destruída em 1727, por uma rebelião chiriguana, e reconstruída posteriormente poucos anos depois. Após a expulsão dos jesuítas do Império Espanol, em 1767, os franciscanos passaram a administrar essa redução a partir de 1769.
Em 1730, foram enviados três jesuítas à região dos Chiriganos: Julián de Lizardi, José Pons e Ignacio Chomé, aos quais depois se juntaria Bartolomé Jiménez. Esse grupo, entre 1732 e 1734, fundou, no Valle de Salinas, as reduções de Santa Ana e Rosário, além de reconstruir Concepción.
No dia 17 de maio de 1735, o Padre Lizardi foi assassinado em Concepción, durante um ataque chiriguanos procedentes do Valle del Ingre.

### Francicanos
Após a expulsão dos jesuítas do Império Espanhol em 1767, os franciscanos começaram a desempenhar um trabalho missionário na região que tinha como o Colégio Franciscano de Tarija como centro organizador.
Em 1771, fundaram a Redução de "Santísima Trinidad de Abapó", no lugar onde, em 1690, os jesuítas antes tinham fundado a Redução de "Presentación de Nuestra Señora", que teve curta duração.
Em 24 de dezembro de 1772, passaram a administrar a Redução de "Nuestra Señora del Carmen de Cabezas", que tinha sido fundada em 1769, pelo padre secular Melchor José Mariscal em um lugar antes chamado de Cotoca. Em 1810, essa redução abrigava mais de 1800 chiriguanos.
Após a derrota da Rebelião Chiriguana de 1779, os chiriguanos ficaram mais propensos a aceitar serem agrupados em reduções dirigidas por religiosos, pois isso poderia deixá-los a salvo de novas campanhas militares.
Em 1781, Francisco del Pilar fundou a Redução de "Nuestra Señora del Pilar de la Florida", que agrupava chiriguanos. Posteriormente, Francisco del Pilar também fundaria as reduções de "Nuestra Señora de Guadalupe de Igmirí" em 1787, "San Rafael Arcángel de Mazavi" em 24 de junho de 1788 e "San Antonio de Padua de Zaypurú" em 1788. Após a fundação dessas novas reduções, os nativos, antes agrupados na Redução de "Nuestra Señora del Pilar de la Florida" decidiram residir nessas novas reduções, o que causou o total despovoamento da Redução de "Nuestra Señora del Pilar de la Florida".
Em 1787, Francisco del Pilar fundou a Redução de "Nuestra Señora de Guadalupe de Igmirí".
No dia 24 de junho de 1788, Francisco del Pilar fundou a Redução de "San Rafael Arcángel de Mazavi", nas proximidades da Redução de "Nuestra Señora de Guadalupe de Igmirí", a cerca de 16 léguas da Redução de "Nuestra Señora del Pilar de la Florida". Nesse lugar plantaram milho, algodão, feijão e alguns legumes. Assim como a Redução de "Nuestra Señora de Guadalupe de Igmirí", essa redução se encontra em um lugar no qual a água era escassa.
Também em 1788, Francisco del Pilar fundou a Redução de "San Antonio de Padua de Zaypurú", ao sul da Redução de "Nuestra Señora de Guadalupe de Igmirí".
Em 1790, Francisco del Pilar fundou a Redução de "San Pedro Alcántara de Tayarendá", a 24 léguas a oeste da Redução de "San Antonio de Padua de Zaypurú", que agrupou chiriguanos, e produziu milho, arroz, feijão e outros legumes. Em 1880, o frei Antônio Tamajuncosa, relatou que muitos dos chiriguanos que habitavam nessa redução não aceitavam receber o batismo.
No dia 28 de junho de 1791, Lorenzo Ramo fundou a Redução de "San Miguel Arcángel de Itaú", no Vale do Rio Itaú, em um lugar chamado Tabarillo. No dia 22 de fevereiro de 1798, essa redução foi atacada e quase destruída por chanés. Para evitar novos ataques, foi construído no lugar um forte de adobe. Durante a Guerra da Independência, essa redução foi completamente destruída. Em 1845, os franciscanos a reconstruíram, nas depois foi novamente despovoada devido a uma epidemia de varíola.
Em 03 de maio de 1792, Francisco del Pilar fundou a Redução de "San Gerónimo de Pirití", a sudeste da Redução de "San Buenaventura de Tacuarembotí". No ano de 1800, essa redução agrupava cerca 800 chiriguanos. Os adultos rejeitaram o batismo, mas os jovens aceitavam a conversão.
Em 1795, Francisco del Pilar fundou as reduções de:
- "Santo Domingo de Tapuitá", numa região montanhosa a duas léguas ao sudoeste da Redução de "San Antonio de Padua de Zaypurú";
- "Purísima Concepción de Nuestra Señora de Parapití", nas margens do Rio Parapetí. Em 1801, essa redução chegou a agrupar mais de 3 200 chiriguanos.

Em 28 de maio de 1798, Francisco del Pilar fundou a Redução de "Apóstol San Pablo de la Tapera", que, em 1880, agrupava 67 chiriguanos.
Na década de 1810, em decorrência das Guerras de Independência, a ação dos franciscanos foi interrompida na região e somente seria retomada em 1848.
Em 1848, fundaram a Redução de "Nuestra Señora de Guadalupe de Chimeo", nas proximidades da Redução de "San Miguel Arcángel de Itaú", que em 1849, era dirigida por Efrem Carrera.
Em 1851, foi fundada a Redução de "San Roque de Aguairenda", localizada a 60 Km da Redução de "San Miguel Arcángel de Itaú" e à 290 Km de Tarija. Em 1896, esse redução tinha uma população de 290 habitantes.